# الجرشة (البيضاء)
الجرشه هي إحدى قرى الجمهورية اليمنية. وهي تتبع جغرافيًا لمحافظة البيضاء. وإداريًا لمديرية الزاهر. يبلغ تعداد سكانها 1127 نسمة حسب الإحصاء الذي جرى عام 2004.